# Thomas Kempf
Thomas Kempf (* 7. November 1942 in Berlin) ist ein deutscher Flottillenadmiral außer Dienst der Deutschen Marine der Bundeswehr.

## Leben

### Militärische Laufbahn
Thomas Kempf trat 1963 in die Bundesmarine ein (Crew IV/63). Gemeinsam unter anderem mit Götz Eberle belegte er vom 1. Juli 1964 bis zum 30. Juni 1965 eine Ausbildung zum Seeoffizier an der Marineschule Mürwik. Als Oberleutnant zur See war er von Juli 1969 bis August 1971 Kommandant des Minensuchbootes Skorpion.
Von Anfang Oktober 1975 bis zum 16. Februar 1977 war er als Kapitänleutnant Ortungsoffizier (ORTO) auf Zerstörer Rommel in Kiel. Im Anschluss war er auf dem gleichen Schiff bis zum 30. September 1978 Schiffsoperationsoffizier (SOPO). Anschließend nahm er von 1978 bis 1980 am 20. Admiralstabslehrgang an der Führungsakademie der Bundeswehr teil. Den Lehrgang schloss er mit einer Arbeit zum Thema Berücksichtigung bei den Neubauplanungen der Bundesmarine ab. Danach war er erster Offizier auf dem Zerstörer Mölders, ab Oktober 1981 Referent im Führungsstab der Marine VII 3 in Bonn und ab Oktober 1983 Verbindungsoffizier der Marine beim Generalunternehmer der Fregatte F 122, der Bremer Vulkanwerft.
Als Fregattenkapitän war er vom 27. September 1984 bis 1. April 1987 Kommandant der Fregatte Emden in Wilhelmshaven. Anschließend war er dort bis zur Auflösung des Geschwaders Ende September 1988, in dieser Position zum Kapitän zur See befördert, Kommandeur des 2. Geleitgeschwaders. Nach einer Verwendung als Referatsleiter im Führungsstab der Streitkräfte (Fü S VI – Planung) im Bundesministerium der Verteidigung in Bonn wurde er 1998 als Nachfolger von Flottillenadmiral Wolfgang Nolting Leiter der Stabsabteilung Konzeption, Planung, Führung (Fü M III), Führungsstab der Marine. 2002 trat er aus der Position in den Ruhestand.

### Privates
Kempf ist verheiratet, hat zwei Söhne und lebt als Künstler in Frankreich.

## Werke (Auswahl)
- Dienstbetrieb und Menschenführung an Bord von Großkampfschiffen 1914–1918. In: Marine-Forum, 1981, Heft 1/2, S. 10–13.
- Der britische Rückzug aus Kreta im Mai 1941. In: Truppenpraxis, 7, 1981, S. 584.
- Naval Trends in the 21st Century. In: USNI Proceedings, März 2001, Volume 127, Issue 3, S. 76–77.